# 조선경국전 (보물 제1924호)
조선경국전(朝鮮經國典)은 경기도 수원시 수원화성박물관에 있는 법전서이다. 2016년 11월 16일 대한민국의 보물 제1924호로 지정되었다.

## 지정 사유
『조선경국전』은 고려말 조선초의 문신이며 학자인 정도전이 조선건국 초기에 국가 경영을 위한 기본적인 통치전범(統治典範)을 마련하기 위하여 주례(周禮)의 ‘육전체제(六典體制)’를 바탕으로 조선의 실정에 적합하게 편찬한 법전서이다.
정도전의『조선경국전』은 비록 개인의 사찬(私撰)이기는 하지만, 그가 조선건국에 공헌을 한 개국공신이었고, 조선건국의 이념을 창안한 책임자 중 한명이였다는 점에서 그의 이 저작은 중요한 의미가 있다.
특히 이 책이 토대가 되어 이후 경제육전, 『육전등록(六典謄錄)』등 법전의 편찬단계를 거쳐서 조선의 기본법전인 경국대전의 편찬에 모체가 되었다는 점과, 조선전기의 간본으로는 이 책이 유일한 책이라는 점에서 도서출판과 법전의 연구에 중요한 자료가 된다. 따라서 국가문화재로 지정하여 보존, 연구할 가치가 충분하다.

## 같이 보기
- 조선경국전

## 참고 자료
- 조선경국전 - 국가유산청 국가유산포털